# La Gonfrière
La Gonfrière är en kommun i departementet Orne i regionen Normandie i nordvästra Frankrike. Kommunen ligger i kantonen La Ferté-Frênel som tillhör arrondissementet Argentan. År 2022 hade La Gonfrière 274 invånare.

## Befolkningsutveckling
Antalet invånare i kommunen La Gonfrière
| Referens: INSEE |